# 성유진 (가수)
성유진(본명: 성유진 (成侑眞), 1992년 10월 27일 ~ )은 대한민국의 여성 솔로가수이다.

## 약력
성유진은 2012년 ~ 2015년까지 대한민국의 걸 그룹 더 씨야의 메인보컬로서 활동했다.
2017년 소속사 계약해제 이후 음반 활동이 없었으며, 2018년 1월 11일 BJ로 이직하여 개인방송과 더불어 유튜버 로서 활발하게 활동 중이다. 1인 방송에서 꾸준히 커버곡 영상을 선보이고 있으며, 음반 계획은 아직 미정 이라고한다.

## 학력
- 후평초등학교
- 유봉여자중학교
- 유봉여자고등학교
- 서울예술대학교 실용음악과

## 음반

### 솔로 음반
- 없음

### 참여 음반
- 2014년 닥터 이방인 OST - 낯선 길
- 2016년 신의 목소리 Part.6 - 마음으로만

### 피처링
- 2013년 스피드 `Superior Speed` - I do I do
- 2013년 이단옆차기 프로젝트 `Vol.02` - 눈물
- 2014년 스컬앨범 `KING O` IRIE` - 결혼해요

- 2014년 MC몽 `MISS ME OR DISS ME` - My Love
- 2015년 JJCC `악몽` - 트라우마

### 가이드 및 코러스
- 2011년 백지영 `공주의 남자 OST` '오늘도 사랑해' - 가이드
- 2012년 갱키즈 'MAMA', 'HONEY HONEY', '쉿!'- 가이드 및 코러스
- 2012년 티아라 'DAY BY DAY', 'HOLYDAY', '떠나지마', 'HUE', '사랑놀이' - 가이드 및 코러스
- 2012년 티아라 `MIRAGE` 'SEXY LOVE' - 가이드 및 코러스
- 2013년 다비치 `아이리스ll OST` '모르시나요' - 가이드
- 2013년 스피드 `Superior Speed` '빵빵' - 코러스
- 2013년 스피드 `Blow SPEED` '통증' - 코러스
- 2013년 파이브돌스 `SINCE 1971` '짝1호' - 코러스
- 2013년 티아라,다비치 '비키니' - 가이드 및 코러스
- 2013년 티아라 '넘버나인' (No.9)', '느낌 아니까', '결혼 하지마' - 가이드 및 코러스
- 2013년 티아라 `Again 1977` '나 어떡해' - 가이드 및 코러스
- 2013년 티아라 `T-ara Winter` '숨바꼭질' - 가이드 및 코러스
- 2014년 다비치 `6,7` '헤어졌다 만났다' - 가이드
- 2014년 god `Chapter8` '우리가 사는 이야기' '노래 불러줘요' - 가이드
- 2014년 걸스데이 `GIRL`s DAY EVERYDAY` 'Darling' - 가이드 및 코러스
- 2014년 씨스타 `TOUCH N MOVE` '나쁜손' - 가이드
- 2014년 카라 6th `Day&Night` '맘마미아' - 가이드 및 코러스
- 2014년 티아라 효민 `Make Up` 'Nice Body' - 가이드 및 코러스
- 2014년 티아라 `And&End` 'Sugar Free', '남주긴 아까워'- 가이드 및 코러스
- 2014년 티아라 `Little Apple` 'Little Apple with 젓가락형제' - 가이드 및 코러스
- 2014년 MC몽 `MISS ME OR DISS ME` '도망가자', 'Whatever' - 가이드, 코러스
- 2016년 정은지 `Dream` '하늘바라기' - 가이드
- 2016년 MC몽 `U.F.O` '널 너무 사랑해서' - 가이드 및 코러스
- 2016년 챈슬러 `MY FULL NAME` 'Surrender' - 가이드
- 2015년 NS윤지 '꿀썸머' - 가이드 및 코러스
- 2015년 티아라 `So Good` '완전 미쳤네' - 가이드 및 코러스
- 2017년 MC몽 `반창고` - 코러스
- 2017년 정은지 `공간` '서울의 달' - 가이드

## 방송 출연

### 텔레비전 프로그램
- 2016년 보컬전쟁 : 신의목소리 - 출연
- 2016년 K팝스타 6 더 라스트 찬스- 출연

### 뮤직비디오
- 2012년 더씨야 - 내 맘은 죽어가요
- 2012년 더씨야 - 독약
- 2013년 리쌍 Of 유진 - 눈물
- 2013년 티아라 N4 - 전원일기
- 2014년 더씨야 - Tell Me
- 2014년 더씨야 - 사랑의 노래

## 수상 내역
- 2016년 NABBA WFF KOREA ASIA OPEN CHAMPIONSHIP 미스 비키니 TOP10 입상
- 2018년 afreecaTV BJ Awards 음악댄스부분 대상